# Kämmerer (Adelstitel)
Der Kämmerer (lat. camirarius, thesaurarius), auch Schatzmeister genannt, war ein erbliches Hofamt. Er hatte die Aufsicht über Gemächer und Garderobe. Zunehmend ausgedehnte Gerichtsbarkeit über alle Finanzbeamten und gesamte Hofhaltung. Im Laufe des Mittelalters entwickelte sich dieses Amt, neben dem des Hofmarschalls, zum mächtigsten an den Fürstenhöfen. Später wurde es zu einem bloßen Ehrenamt, das in den höher gestellten Adelsfamilien weitervererbt wurde, allerdings weiterhin mit dem direkten Zugang zum Fürsten verbunden war.

## Geschichte
Als der sächsische Herzog Heinrich I. am 12. März 919 in Fritzlar zum König des Ostfrankenreiches gewählt wurde, erscheinen bei dem anschließenden Krönungsmahl in der Pfalz erstmals die Reichserzämter des Reiches: Erz-Marschall, Erz-Truchseß, Erz-Kämmerer und Erz-Mundschenk. Die Vizeämter waren an folgende Geschlechter vergeben: Erbtruchseß waren die von Waldburg, Erbschenk die Schenken von Limpurg, Erbmarschall die von Pappenheim und Erbkämmerer die von Bolanden-Falkenstein (erloschen), später verlieh der Kurfürst von Brandenburg als amtierender Reichserzkämmerer das Amt des Reichserbkämmerers an die Grafen von Hohenzollern.

## Die Kämmerer-Familien

### Liste der den Kämmererstitel als Bestandteil des Familiennamens führenden Familien
- Kämmerer von Apolda, Erbkämmerer von Erfurt
- Kämmerer von Gnandstein, Erbkämmerer von Meißen
- Kämmerer von Fahner(n) (Vanre), Erbkämmerer von Thüringen, mit den Linien der Kämmerer von Mühlhausen, Almenhausen, Straussberg
- Kämmerer von Kemnat,
- Kämmerer von Wellenburg, Erbkämmerer der Bischöfe von Augsburg
- Kämmerer von Worms genannt von Dalberg, Erbkämmerer von Worms

### Liste der zusätzlich den Erbkämmererstitel führenden Familien
- Asseburg, Erbkämmerer des Stiftes und des Fürstentums Halberstadt
- Bachem, Erbkämmerer von Kurköln
- Berg genannt Schrimpf, Erbkämmerer der Grafschaft Henneberg
- Berlepsch, Erbkämmerer von Hessen
- Bock von Wülfingen, seit 1400 Erbkämmerer des Fürstentums Hildesheim
- Bongart, Erbkämmerer des Herzogthums Jülich
- Bottlenberg, Erbkämmerer der gefürsteten Abtei Essen
- Cramm, Erbkämmerer des Herzogtums Braunschweig-Lüneburg
- Eickstedt, Erbkämmerer von Vorpommern
- Eyb, Erbkämmerer im Fürstentum Brandenburg-Ansbach
- Galen, Erbkämmerer im Fürstentum Münster
- Gültlingen, Erbkämmerer in Württemberg
- Hemberg (→ Metternich), Erbkämmerer des Erzstifts Köln
- Haxthausen, Erbkämmerer des Hochstifts Paderborn
- Hohenzollern, Erbkämmerer des Heiligen Römischen Reiches
- Hoym, Erbkämmerer des Stiftes Halberstadt
- Maltzahn, Erbkämmerer von Schlesien
- Meldingen/Mellingen auf Udestedt, Erbkämmerer des Erzbistums Mainz
- Metternich, Erbkämmerer des Erzbistums Mainz seit Philipp Emmerich (1621–1698)
- Plettenberg, Erbkämmerer des Herzogtums Westfalen
- Plotho, Erbkämmerer des Herzogtums Magdeburg
- Raitz von Frentz, Erbkämmerer des Kurfürstentums Köln (seit 1620)
- Rieneck, Erzkämmerer des Fürsterzbistums Mainz
- Rotenhan, ab 1313 Erbkämmerer des Hochstifts Bamberg
- Schaumberg, Erbkämmerer im Hochstift Eichstätt
- Schulenburg-Heßler auf Vitzenburg, Erbkämmerer in der Landgrafschaft Thüringen
- Schwerin, Erbkämmerer der Kurmark Brandenburg
- Somnitz, Erbkämmerer von Hinterpommern und im Fürstentum Kammin
- Weinsberg, Reichs-Erbkämmerer